# XHES-FM
XHES-FM conocida como Antena 102.5 FM es una estación de radio con licencia en la ciudad de Chihuahua, Chihuahua, México. Transmite en 102.5 MHz de Frecuencia Modulada con 25 kW de potencia.

## Historia
El 3 de agosto de 1970 se declaró por parte de la Secretaría de Comunicaciones y Transportes susceptible la explotación de una estación de radio en los 1110 kHz de Amplitud Modulada en la Ciudad de Chihuahua.
La concesión fue pretendida por varias personas entre quienes destaca Adrián Pereda López, fundador de Grupo Radiorama y fue finalmente ganada el 19 de febrero de 1974 por León Michel Vega con identificativo de llamada XEES-AM a 1 kW de potencia diurna. Desde sus inicios la estación fue propiedad de Grupo Radio Divertida.
El 27 de enero de 1986 se cambió la titularidad de la concesión en nombre de Impulsora de Radio X.E.E.S., S.A..
El 25 de octubre de 2002 se autorizó la operación nocturna con 500 watts de potencia.
El 22 de octubre de 2009 se movió la estación a la frecuencia de 760 kHz, y se aumentó la potencia a 10 kW diurnos y 1 kW nocturno.
El 19 de octubre de 2011 se autorizó el cambio a FM, quedando como XHES-FM en 102.5 MHz con 25 kW de potencia. La frecuencia de AM fue apagada en 2013.

## Formato
El formato de la emisora consiste en la transmisión de programas noticiosos y de opinión, además de música rock clásica.
La estación cuenta con un retransmisor en televisión de algunos de sus programas, llamado Antena TV disponible vía cable.